# Contea di Three Springs
La contea di Three Springs è una delle diciassette Local Government Areas che si trovano nella regione di Mid West, in Australia Occidentale. Essa si estende su di una superficie di circa 2.657 chilometri quadrati ed ha una popolazione di 664 abitanti.